# IC 1449
IC 1449 ist eine Spiralgalaxie vom Hubble-Typ Sm im Sternbild Aquarius auf der Ekliptik. Sie ist schätzungsweise 324 Millionen Lichtjahre von der Milchstraße entfernt.
Das Objekt wurde am 27. August 1892 von Stéphane Javelle entdeckt.